# Valentina Talyzina
Valentina Illarionovna Talyzina (en russe : Валенти́на Илларио́новна Талы́зина), née le 22 janvier 1935 à Omsk (RSFR, URSS) et morte à Moscou (Russie) le 21 juin 2025, est une actrice soviétique puis russe.

## Filmographie partielle
- 1973 : Les Incroyables Aventures d'Italiens en Russie (Невероятные приключения итальянцев в России) d'Eldar Riazanov :  réceptionniste à l'hôtel
- 1974 : Raspoutine, l'agonie (Агония) d'Elem Klimov : Aglaé
- 1975 : Afonia (Афоня) de Gueorgui Danielia : Lioudmila Vostriakova
- 1975 : L'Ironie du sort (Ирония судьбы, или С лёгким паром!) d'Eldar Riazanov : Valia
- 1985 : L'Invitée du futur (Гостья из будущего) de Pavel Arsenov : Maria Pavlovna, infirmière en chef
- 2000 : Les Vieilles rosses (Старые клячи) d'Eldar Riazanov :
- 2000 : L'Ironie du sort. Suite (Ирония судьбы. Продолжение) de Timur Bekmambetov : Valia
- 2009 : Attaque sur Léningrad (Ленинград) d'Aleksandr Bouravski : Valentina
- 2011 : Dostoïevski (Достоевский) de Vladimir Khotinenko : Aleksandra Koumanina
- 2016 : La Cuisine (Кухня) de Dmitri Diatchenko : Elizaveta Genrikhovna

### Doublage
- 1978 : Les Trois de Prostokvachino (Трое из Простоквашино, Troye iz Prostokvachino) de Vladimir Popov : la mère
- 1980 : Les Vacances à Prostokvachino (Каникулы в Простоквашино, Kanikouli v Prostokvachino) de Vladimir Popov : la mère
- 1984 : L'Hiver à Prostokvachino (Зима в Простоквашино, Zima v Prostokvachino) de Vladimir Popov : la mère

## Récompenses
- Artiste du peuple de la RSFSR (1989)
- ordre de l'Honneur (2005)
- Ordre de l'Amitié (2009)
- Aigle d'or (2011), meilleur rôle féminin à la télévision dans  Dostoïevski
- Ordre du Mérite pour la Patrie de 4e classe (2017)